# Hindoloides
Hindoloides is een geslacht van halfvleugeligen uit de familie Machaerotidae. De wetenschappelijke naam van dit geslacht is voor het eerst geldig gepubliceerd in 1915 door Distant.

## Soorten
Het geslacht Hindoloides omvat de volgende soorten:
- Hindoloides appendiculata (Hacker, 1926)
- Hindoloides bipunctata (Haupt, 1924)
- Hindoloides indicans Distant, 1915
- Hindoloides trilineata Maa, 1947